# Gagea alashanica
Gagea alashanica är en liljeväxtart som beskrevs av Yi Zhi Zhao och L.Q.Zhao. Gagea alashanica ingår i Vårlökssläktet och i familjen liljeväxter. Inga underarter finns listade.